# テネシー州政府日本事務所
テネシー州経済開発庁日本事務所（英語: Tennessee Department of Economic and Community Development Japan Office）は、アメリカ合衆国のテネシー州経済開発庁（TNECD）が日本の神奈川県横浜市に設置している貿易事務所で、投資誘致を主な目的とする。1999年に設立された。2021年9月1日より、三田村優美が代表を務めている。旧称はテネシー州政府日本事務所で、俗称のテネシー州日本事務所（英語: State of Tennessee Japan Office）で呼ばれることもある。
テネシー州では、日産自動車やブリヂストン、デンソーを筆頭とする日系自動車関連企業の存在感が大きい。2017年9月の時点で、州内では出資国別で最多となる186社の日系企業が活動しており、日系企業の投資総額は約178億ドルで2位ドイツの約3.24倍、雇用者数は5万134人で2位ドイツの約3.47倍となっている。

## 所在地
〒220-0012　神奈川県横浜市西区みなとみらい4-4-2 横浜ブルーアベニュー12階
2022年8月1日より、上記の住所で運営されている。旧住所は「神奈川県横浜市中区新港2-2-1 横浜ワールドポーターズ6階」であった。

## 代表
| 代 | 氏名（日本語） | 氏名（英語）        | 着任         | 退任          | 備考                               |
| -- | -------------- | ------------------- | ------------ | ------------- | ---------------------------------- |
|    | 山口喬世       | Takatsugu Yamaguchi |              | 2019年4月30日 | 15年以上にわたって代表を務め上げた |
|    | 寺澤英光       | Terry Terasawa      | 2019年5月1日 | 2021年8月31日 | [ 11 ] [ 12 ]                      |
|    | 三田村優美     | Yumi Mitamura       | 2021年9月1日 | （現職）      | 元副代表                           |